# Ernest Borgnine
Ernest Borgnine (født 24. januar 1917, død 8. juli 2012) var en oscar-belønnet amerikansk filmskuespiller. I 1956 modtog han en Oscar for bedste mandlige hovedrolle for sin rolle i filmen Marty.
Han havde spillet med i en række westernfilm fra 1950'erne og 1960'erne – bl.a. Den vilde bande (The Wild Bunch) og The Dirty Dozen-filmene.